# Etiella
Etiella es un género de pirálidos. Fue descrito por primera vez por Philipp Christoph Zeller en 1839.
Se encuentran en todos los continentes. Se alimentan de leguminosas. La especie Etiella zinckenella es considerada plaga de la agricultura. Los huevos son depositados sobre las vainas o legumbres. Las larvas penetran las vainas. Cuando maduras caen al suelo y forman un capullo para empupar.

## Especies
- Etiella behrii (Zeller, 1848)
- Etiella chrysoporella Meyrick, 1879
- Etiella grisea Hampson, 1903
- Etiella hobsoni (Butler, 1880)
- Etiella scitivittalis (Walker, 1863)
- Etiella walsinghamella Ragonot, 1888
- Etiella zinckenella (Treitschke, 1832)